# Tiebaghi
Tiebaghi es una mina y antiguo pueblo de Koumac, Nueva Caledonia. Situado en un macizo de rocas ultramáficas, que fue la mayor mina de cromo en el mundo en 1941, produciendo cerca de 54 000 toneladas por año. Durante la Segunda Guerra Mundial se produjo alrededor de 4400 toneladas de níquel por año. La mina está explotada por la firma francesa Eramet.